# Diócesis de Sambalpur
La diócesis de Sambalpur (en latín: Dioecesis Sambalpurensis y en inglés: Roman Catholic Diocese of Sambalpur) es una circunscripción eclesiástica de la Iglesia católica en India. Se trata de una diócesis latina, sufragánea de la arquidiócesis de Cuttack-Bhubaneshwar. Desde el 26 de julio de 2013 su obispo es Niranjan Sual Singh.

## Territorio y organización
La diócesis tiene 37 035 km² y extiende su jurisdicción sobre los fieles católicos de rito latino residentes en el estado de Odisha en los distritos de Balangir, Sambalpur y Dhenkanal.
La sede de la diócesis se encuentra en la ciudad de Sambalpur, en donde se halla la Catedral de San José Obrero.
En 2020 en la diócesis existían 24 parroquias.

## Historia
La diócesis fue erigida el 14 de junio de 1951 con la bula Novarum dioecesium del papa Pío XII, obteniendo el territorio de la arquidiócesis de Calcuta y de las diócesis de Nagpur y Ranchi (hoy ambas arquidiócesis).
Originalmente sufragánea de la arquidiócesis de Calcuta, el 19 de septiembre de 1953, en virtud de la bula Mutant res del papa Pío XII, pasó a formar parte de la provincia eclesiástica de Ranchi y el 24 de enero de 1974 de la de Cuttack-Bhubaneshwar.
El 4 de julio de 1979 cedió una parte de su territorio para la erección de la diócesis de Rourkela mediante la bula Cum cordi potissimum del papa Juan Pablo II.

## Estadísticas
Según el Anuario Pontificio 2021 la diócesis tenía a fines de 2020 un total de 45 931 fieles bautizados.
| Año                                                                             | Población            | Población | Población      | Sacerdotes | Sacerdotes    | Sacerdotes    | Bautizados por sacerdote | Diáconos permanentes | Religiosos | Religiosos | Parroquias |
| Año                                                                             | Bautizados católicos | Total     | % de católicos | Total      | Clero secular | Clero regular | Bautizados por sacerdote | Diáconos permanentes | Varones    | Mujeres    | Parroquias |
| ------------------------------------------------------------------------------- | -------------------- | --------- | -------------- | ---------- | ------------- | ------------- | ------------------------ | -------------------- | ---------- | ---------- | ---------- |
| 1969                                                                            | 115 280              | 4 500 000 | 2.6            | 58         | 7             | 51            | 1987                     |                      | 60         | 225        | 25         |
| 1980                                                                            | 20 854               | 5 912 000 | 0.4            | 25         | 3             | 22            | 834                      |                      | 28         | 52         | 12         |
| 1990                                                                            | 27 552               | 5 535 200 | 0.5            | 45         | 7             | 38            | 612                      |                      | 50         | 86         | 16         |
| 1999                                                                            | 37 119               | 6 292 825 | 0.6            | 66         | 21            | 45            | 562                      |                      | 50         | 171        | 20         |
| 2000                                                                            | 30 898               | 6 292 825 | 0.5            | 78         | 22            | 56            | 396                      |                      | 61         | 194        | 21         |
| 2001                                                                            | 31 668               | 6 292 825 | 0.5            | 71         | 24            | 47            | 446                      |                      | 55         | 188        | 21         |
| 2002                                                                            | 32 891               | 6 292 825 | 0.5            | 71         | 24            | 47            | 463                      |                      | 57         | 208        | 21         |
| 2003                                                                            | 33 922               | 7 139 404 | 0.5            | 80         | 24            | 56            | 424                      |                      | 63         | 209        | 22         |
| 2004                                                                            | 34 624               | 7 139 384 | 0.5            | 67         | 25            | 42            | 516                      |                      | 48         | 207        | 22         |
| 2010                                                                            | 40 256               | 7 548 100 | 0.5            | 94         | 39            | 55            | 428                      |                      | 61         | 258        | 22         |
| 2014                                                                            | 45 497               | 7 552 050 | 0.6            | 149        | 54            | 95            | 305                      |                      | 124        | 286        | 22         |
| 2017                                                                            | 44 389               | 7 436 673 | 0.6            | 139        | 64            | 75            | 319                      |                      | 109        | 305        | 23         |
| 2020                                                                            | 45 931               | 7 604 700 | 0.6            | 151        | 66            | 85            | 304                      |                      | 109        | 317        | 24         |
| Fuente: Catholic-Hierarchy, que a su vez toma los datos del Anuario Pontificio. |                      |           |                |            |               |               |                          |                      |            |            |            |

## Episcopologio
- Hermann Westermann, S.V.D. † (14 de junio de 1951-28 de febrero de 1974 renunció)
- Raphael Cheenath, S.V.D. † (28 de febrero de 1974-1 de julio de 1985 nombrado arzobispo de Cuttack-Bhubaneshwar)
- Lucas Kerketta, S.V.D. (17 de noviembre de 1986-26 de julio de 2013 retirado)
- Niranjan Sual Singh, desde el 26 de julio de 2013